# Phyprosopus acutalis
Phyprosopus acutalis là một loài bướm đêm trong họ Erebidae.